# Tre små grisar (film)
Tre små grisar (engelska: Three Little Pigs) är en amerikansk animerad kortfilm från 1933. Filmen ingår i Silly Symphonies-serien. Filmen kostade 22 000 dollar att göra och drog in 250 000 dollar.

## Handling
De tre små grisarna bygger var sitt hus; den ena bygger av halm, den andra av pinnar och den tredje av tegel, varpå han blir retad av sina två bröder. Men när Stora stygga vargen kommer och blåser ner de två första husen blir de två grisarna tvungna att fly till sin bror.
Vargen försöker att blåsa ner den tredje grisens hus men misslyckas. Till slut försöker han komma in i huset genom skorstenen, men den tredje grisen har en kokande gryta under skorstenen, och vargen faller rakt ner i den. Han skriker av smärta, hoppar ut och flyr iväg skrikande och grisarna skrattar och sjunger.

## Om filmen

### Produktion
Filmen är animatören Eric Larsons första arbete för Disney och han kom sedan att bli benämnd som en av Disney's Nine Old Men.

### Censur
I filmen förekommer en scen där vargen klär ut sig till borstförsäljare med ansiktsmask. I originalversionen talade han med en dialekt som skulle vara typisk judar. Denna scen ansågs efter andra världskrigets slut vara för kontroversiell och inför nypremiären 1948 tecknades scenen om med nytt utseende på vargens förklädnad, varpå man även bytte ut den ursprungliga repliken mot en ny. När filmen senare gavs ut på VHS var den ursprungliga animationen av scenen tillbakainfogad, dock med 1948 års ljudversion.

### Mottagande
Filmen belönades med en Oscar 1934 för bästa animerade kortfilm.
Tack vare filmens stora framgång efterföljdes den av tre uppföljare, Den stora stygga vargen eller Tre små grisar på nya äventyr som kom 1934, Tre små vargar som kom 1936 och Tre små grisar på vift som kom 1939.
I filmen spelas och sjungs sången Who's Afraid of the Big Bad Wolf som skrevs speciellt för filmen av Frank Churchill. Sången blev populär och har givits ut på skiva.
Filmen är en av titlarna i boken The 50 Greatest Cartoons från 1994.

### Svenska visningar
Filmen har visats flera gånger på svenska biografer. Den första svenska visningen ägde rum annandag jul 1933 på biografen Rita i Stockholm och ingick i kortfilmsprogrammet Tre små grisar tillsammans med fyra kortfilmer till; I jultomtens verkstad, Den mekaniske boxaren, Små, små fåglar och Musse Piggs galapremiär.
Den 5 december 1949 visades filmen på Sture-Teatern och ingick i ett nytt kortfilmsprogram; Kalle Anka och tre små grisar tillsammans med sex kortfilmer till; Pluto som flyglärare, Kapten Anka, Familjens olycksfågel (ej Disney), Vågryttaren - en film om surfing och undervattensfiske (ej Disney), Jan Långbens lockbete och Kalle Anka och ekorrarna.
Den 13 augusti 1966 hade filmen ännu en ny premiär och visades nu med svensk dubbning. Filmen visades vid detta tillfälle tillsammans med novellfilmen Nalle Puh på honungsjakt.

## Rollista
Två svenska dubbningar har gjorts av filmen. En äldre dubbning från 1966 med Hasse Funck som vargens röst, och en nyare från 1990-talet som getts ut på VHS och DVD.
| Roll                | Originalröst    | Svensk röst (1966) | Svensk röst (1990-talet) |
| Bror Hurtig         | Dorothy Compton | okänt              | Liza Öhman               |
| Bror Lustig         | Mary Moder      | okänt              | Monica Forsberg          |
| Bror Duktig         | Pinto Colvig    | okänt              | Bertil Engh              |
| Stora stygga vargen | Billy Bletcher  | Hasse Funck        | Jan Koldenius            |